# 哈里王子与梅根·马克尔的婚礼
哈里王子与梅根·马克尔的婚礼于2018年5月19日在英格兰温莎城堡的圣乔治礼拜堂举行。新郎为英国王室成员哈里王子，新娘则是美国籍女演员梅根·马克尔。婚礼当天早上，哈里王子的祖母伊丽莎白二世授予他萨塞克斯公爵、敦巴顿伯爵和奇基尔男爵头衔。马克尔成婚后便成为了萨塞克斯公爵夫人、敦巴顿伯爵夫人和基尔基尔男爵夫人。坎特伯雷大主教贾斯汀·韦尔比依照英格兰教会《公禱書》列明的基督教婚礼礼拜仪式主持婚礼 。这场传统的婚礼融入了非洲裔美国人文化。

## 宣布订婚

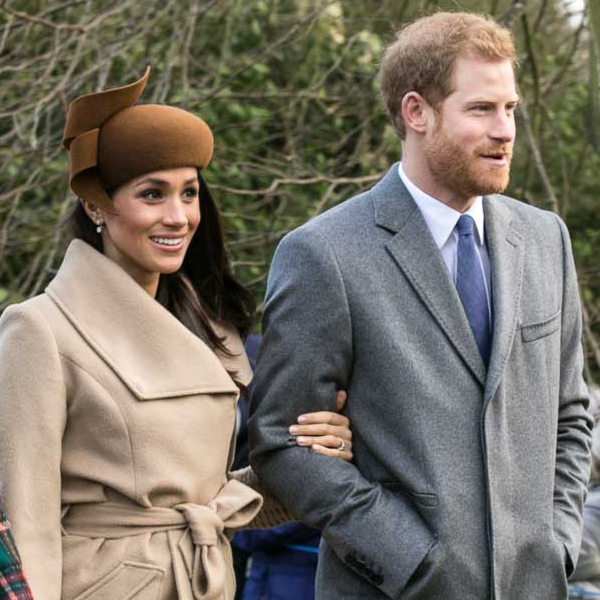
正參與2017年聖誕節活動的哈里王子和梅根。

威尔士的亨利王子（通常称为哈里王子）是威尔士亲王查尔斯与威尔士王妃戴安娜的次子，也是英国王位的第六继承人。梅根·马克尔是一位美国女演员，曾出演美剧《金装律师》。他们二人于2016年6月开始交往。2016年11月8日英国王室首次承认了两人的关系。当时王室的新闻秘书发表了一项官方声明，谴责外界对梅根的辱骂和骚扰。
2017年11月27日，克拉伦斯府宣布哈里王子将于2018年春迎娶梅根·马克尔。二人当月稍早在伦敦订婚。哈里王子送给梅根的订婚戒指由王室官方珠宝商Cleave and Company定制。其上镶有三颗钻石，包括采自博茨瓦纳的一颗大钻石以及从他母亲戴安娜王妃珠宝收藏中挑选的两颗小钻石。同时，声明表示他们婚后将住在肯辛顿宫的诺丁汉别墅（Nottingham Cottage）。
威尔士亲王、女王以及爱丁堡公爵都对二人订婚的消息表达了喜悦之情。同时，英国首相特雷莎·梅、反对党领袖杰里米·科尔宾等政界人物亦向新人表示了祝贺。在宣布订婚之后，二人接受了英国广播公司新闻主播米莎·侯賽因（Mishal Husain）的独家专访。
订婚仪式在肯辛顿宫的沉没花园（Sunken Gardens）举行。仪式上，马克尔身穿一袭意大利品牌P.A.R.O.S.H的翡翠绿齐膝、蝴蝶结收腰连衣裙，配以加拿大品牌Line the Label的白色风衣。仪式过后，民众蜂拥到Line的官网订购同款风衣，一度造成网站崩溃。
梅根将是华里丝·辛普森之后第二位嫁入英国王室的美国人，也将成为王室的首位混血成员。这也引发了许多梅根成为王室混血成员的社会意义的讨论。
根据《2013年皇位繼承法令》，继承顺位前六人结婚须经君主同意。而哈里王子订婚时是第五顺位继承人。2018年3月14日，英国枢密院公布了女王的批准令。
尽管马克尔早年就读于私立天主教学校，但她并非罗马天主教教徒。2018年3月6日，她在聖詹姆士宮接受坎特伯雷大主教贾斯汀·韦尔比的洗礼和坚振圣事，加入英格兰教会。尽管马克尔离过婚，但英国圣公会自2002年以来便允许前配偶健在的离婚人士结婚。订婚后，马克尔要正式成为英国公民还需要几年时间，在此期间她的美国公民身份会得到保留。不过，肯辛顿宫表示她还没有做出是否保留双重国籍的决定 ，而保留美国国籍或会引发税务纠纷。2017年12月圣诞节，夫妇俩受邀到女王的桑德灵厄姆府与皇室共同庆祝节日。订婚照片于2017年12月21日由肯辛顿宫发布，照片由马里奥·特斯蒂诺前助手阿列克谢·卢博米尔斯基在浮若閣摩爾宮拍摄。
皇家鑄幣廠发行了一批印有夫妇俩肖像的5英镑纪念币。5月，皇家邮政发行一套以夫妇俩订婚照为题材的纪念邮票。

## 婚礼

### 筹备
不同于威廉王子与凯特·米德尔顿的婚礼，哈里王子与梅根·马克尔婚庆当天并非银行假期。当天适逢英格兰足总杯决赛，哈里王子的哥哥威廉王子一般会以英格兰足球协会主席的身份出席。这次在周末举行的婚礼也是打破了皇家婚礼一般在工作日的规矩。2018年2月12日，肯辛顿宫宣布典礼将于英国夏令时中午12点开始。

### 场地

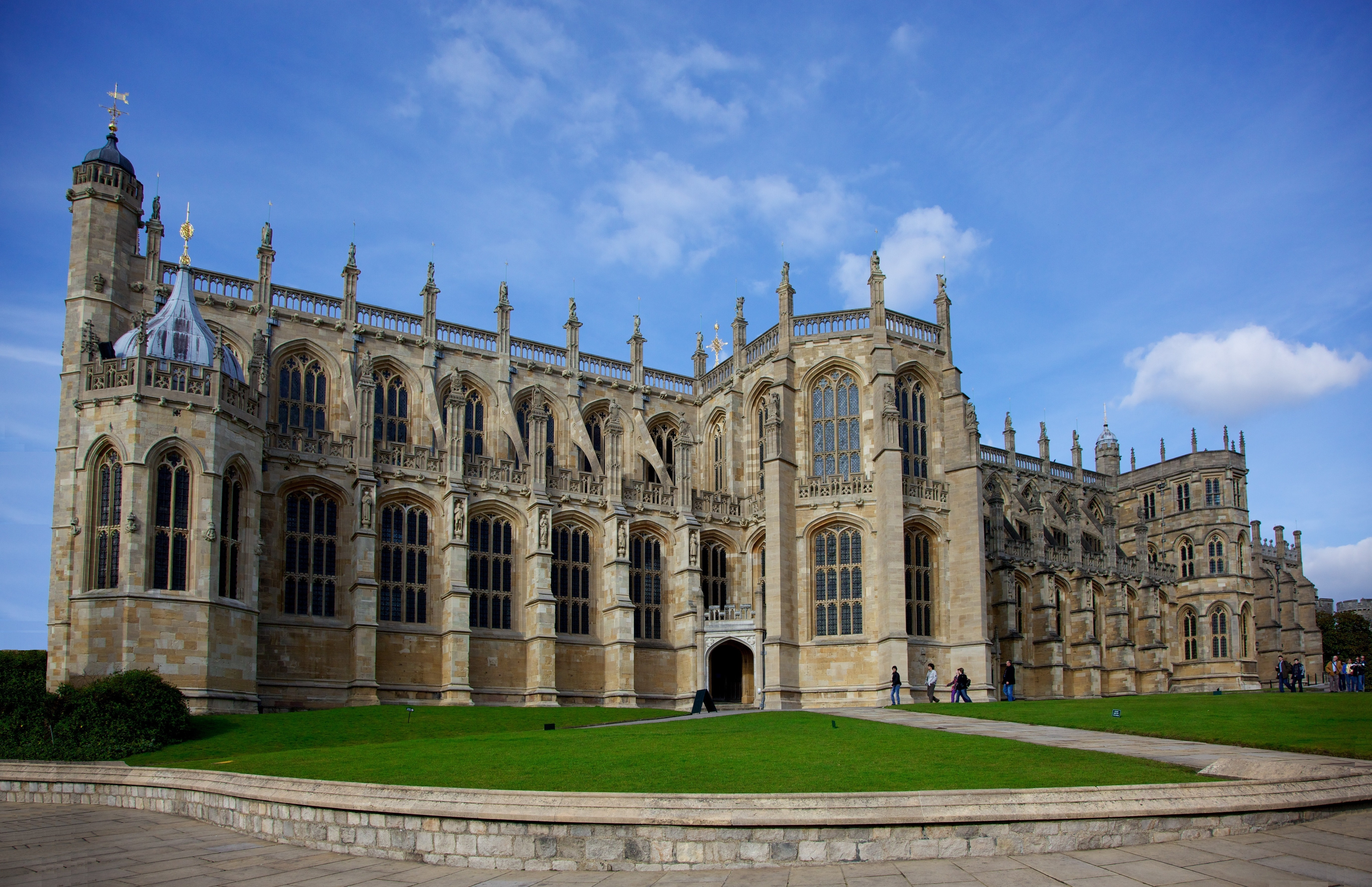
温莎城堡圣乔治礼拜堂

典礼于2018年5月19日星期六在温莎城堡圣乔治礼拜堂举行。礼拜堂之前是哈里王子的叔父威塞克斯伯爵爱德华王子和表兄彼得·菲利浦斯婚礼、父親威尔士亲王和继母康沃爾公爵夫人卡蜜拉婚礼祝颂仪式举办地。

### 开销
皇室宣布负责典礼一切开销，其中蛋糕、花卉和菜肴饮品的费用分别预估为5万、11万和28.6万欧元，总费用预计在3200万欧元左右。安保费用比2011年剑桥公爵和公爵夫人的婚礼要低。到5月底，安保费用据估计在“200万到400万欧元”。如果费用超过泰晤士谷警察部队年度预算1%，警察和犯罪局局长可以申请特别资金，然而那时的开销“比申请款项的标准线要少400万欧”。温莎-梅登黑德皇家自治市镇据报花了260万欧元清理城镇和道路。据估计婚礼会刺激旅游业，带来高达5亿欧元的经济收入。

### 婚礼服装
婚礼请柬要求男士穿着“正装、晨礼服或休闲西装”，女士穿着“日常装和帽子”。
梅根·马克尔的婚纱由英国设计师克莱尔·怀特·凯勒在服装品牌纪梵希的支持下设计。服装以“双层真丝布料制作，衬裙配以三层丝绸透明硬纱”制作，领口采用一字型设计，长袖，裙摆落地。丝绸面纱长4.9米，绣有55朵花，其中53朵代表英联邦国家，1朵是梅根和哈利住所诺丁汉小屋门前种植的腊梅，1朵是加利福尼亚州州花加州罂粟。头冠采用束发设计，上面镶嵌着1932年为玛丽皇后打造，经伊丽莎白二世借给马克尔的钻石。中心别针是1893年林肯郡的婚礼贡品。铂金头带由11个部分组成，中央的可拆卸别针交织着蛋白石和钻石。鞋子也由纪梵希提供，采用尖头设计。
新娘佩戴的其他配饰还有卡地亚白金和钻石耳环及手链。马克尔的卷头由Serge Normant打造，“脸框的条纹在她耳朵后面隐隐若现”。迪奥化妆师丹尼尔·马丁（Daniel Martin）负责马克尔的装扮，脸部妆容极简，眼影采用浅棕色。指甲涂上“中性粉米色”指甲油。新娘手捧的花束由菲利普·克拉多克（Philippa Craddock）设计，配搭“勿忘草、甜香豌豆、鈴蘭、落新妇、茉莉花、星芹和桃金娘枝条”。该花束由新郎亲自挑选，其中勿忘草为了亡母戴安娜王妃。婚礼过后，依照始于王太后的皇室传统，花束会献给威斯敏斯特教堂的无名战士墓。在回应“有旧、有新、有借、有蓝”的女方婚俗方面，马克尔的婚纱和面纱是新的，女王的头饰是借的，“用从女王婚礼花束中取出的桃金娘种出的桃金娘枝条”是旧的，从戴安娜王妃婚纱中截取的布料是旧的，最后从她第一次约会时穿的连衣裙中裁下来用作面纱的布料是懒得。年轻的伴娘们还穿着由克莱尔·怀特·凯勒（Clare Waight Keller）设计的高腰真丝连衣裙，上面有泡泡袖。
哈里王子和剑桥公爵都穿着以前在皇家骑兵卫队和第一龙骑兵队服役时的工装大衣制服，而哈里王子曾在部队服役了10年，期间参与过阿富汗战争。制服由伦敦萨维尔街的男装裁缝店兼制服制造商Dege & Skinner制作。由于英国军队规定士兵只有在特殊情况下才能蓄胡须，新郎经女皇特准保住胡子。哈里王子穿着别有以骑士指挥官头衔获得的皇家維多利亞勳章的英军少校制服，同时佩戴皇家维多利亚勋章缎带、阿富汗特勤行动勋章、女王伊丽莎白二世金禧奖章、女王伊丽莎白二世钻石银禧奖章和陆军航空兵团机组徽章。同样也是少校军衔的威廉王子佩戴EIIR代号，右肩佩有象征女皇私人侍从武官的金飾繩，胸前系着嘉德勋章、挂着两枚银禧奖章的缎带和英国皇家空军机组徽章。新娘的男伴童则穿着类似于新郎和伴郎的蓝色军服，不过每个人肩膀上贴着自己名字的首字母，而不是军衔徽章。

### 婚礼派对
2018年4月26日，肯辛顿宫宣布哈里王子选择他的哥哥、剑桥公爵威廉王子担任他的伴郎。最初没有消息确认身份英格兰足球协会主席的威廉王子是否会缺席英格兰足总杯决赛，或是既出席婚礼和球赛。而肯辛顿宫早在2017年12月便发表声明表示婚礼的时间和球赛不冲突。然而，到了3月公爵才确认缺席决赛。
消息指新娘的好友、前加拿大首相马丁·布赖恩·马尔罗尼的儿媳妇杰西卡·马尔罗尼会担任她的伴娘。2018年5月初，消息确认婚礼不设伴娘，改为儿童担任的花童和伴娘团。伴娘团和花童共有十名人选，伴郎伴娘各自选择5个，其中新娘选了自己的教子：7岁的莱恩·利特（Rylan Ritt）和她6岁的妹妹蕾米（Remi），还有杰西卡·马尔罗尼的三个孩子布莱恩（Brian）、约翰（John）、艾维（Ivy）；新郎则选了哈里王子的侄子乔治王子和侄女夏洛特公主，以及他的教子佛罗伦萨·范·科特森（Florence van Cutsem）、萨利·沃伦（Zalie Warren）和贾斯珀·戴尔（Jasper Dyer）。
2018年5月18日，肯辛顿宫宣布查尔斯王子将为马克尔引路，马克尔也确认她的父亲托马斯·马克尔刚做了心脏手术不会出席。结婚前夜，新娘和母亲在克莱夫登宫过夜，而新郎则和哥哥在考沃斯公园酒店。马克尔在母亲的陪同下前往教堂。

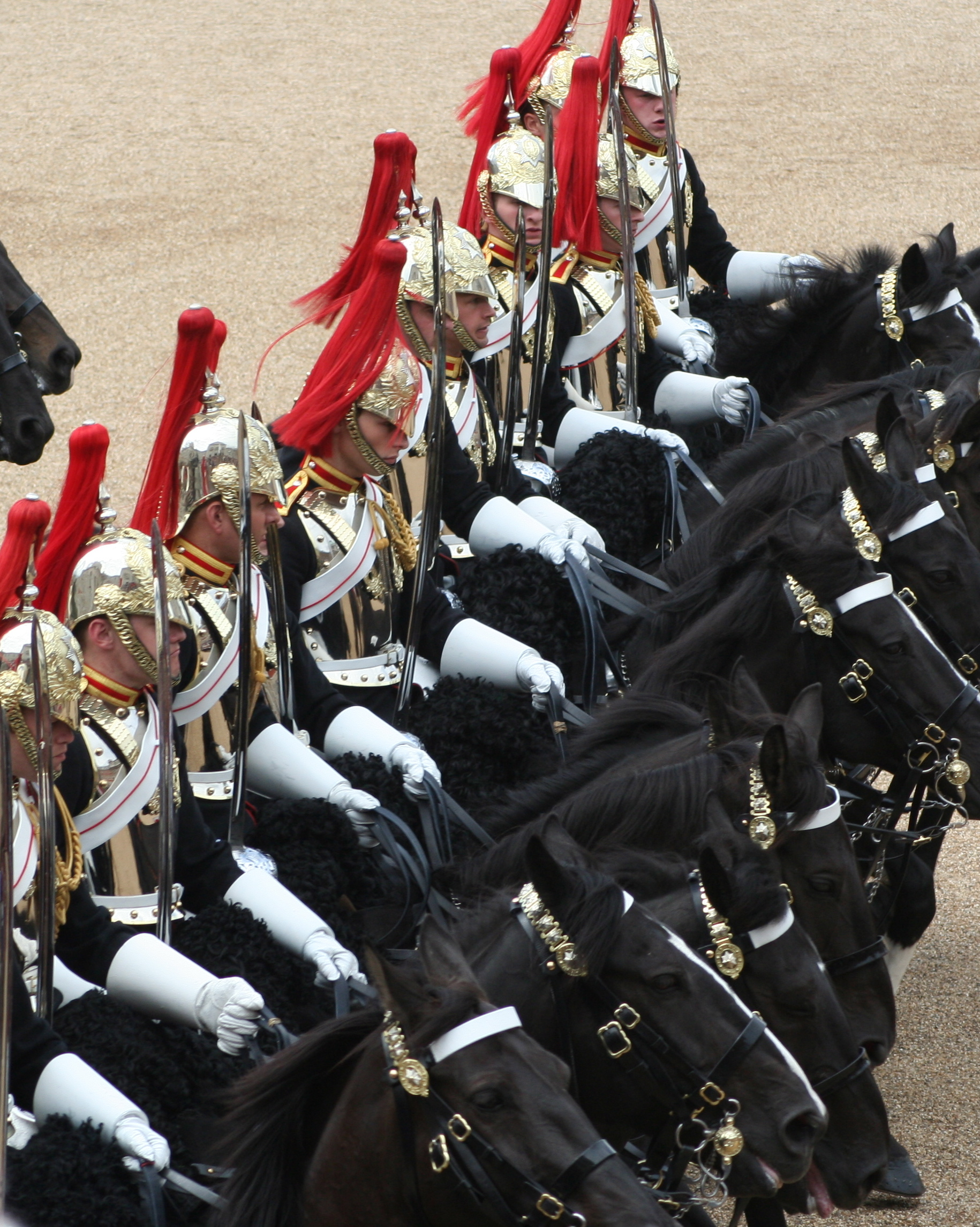
皇家骑兵卫队和第一龙骑士团的皇家蓝色骑兵团的骑兵。皇家蓝色骑兵团是哈里王子曾服役的部队，隶属于皇家近卫骑兵，负责护送行人游行。

英国军队派出250人出席婚礼，其中大多数官兵来自哈里王子所服役的部队：
- 皇家近衛騎兵在礼拜堂组织楼梯派对，并护送车队[注 4]
- 街头卫兵来自：
  - 爱尔兰卫队第1营
  - 施他佛郡軍團（英语：Royal Gurkha Rifles）第1营[注 5][注 6]
  - 陆军航空兵第3团（英语：Army Air Corps）[注 5]
  - 皇家海军[注 7]
  - 皇家海军陆战队[注 8]
  - 霍宁顿皇家空军（英语：RAF Honington）[86][注 9]

### 教堂仪式
婚礼教堂仪式依照普世聖公宗母教会英格兰教会《公祷书》列明的基督教婚礼礼拜仪式进行。
早8点，公众开始陆续抵达温莎城堡。主要会众和嘉宾全部于9点半开始抵达教堂，皇室成员紧随其后。依照传统，女皇、爱丁堡公爵于11点52分最后抵达婚礼现场。不久后，梅克尔伴随侍从抵达。梅克尔缓缓走向等在教堂过道中的威尔士亲王，在他的护送下穿过教堂的唱诗席，前往哈里王子站立的祭坛。
哈里王子的姨妈费洛斯男爵夫人珍·费洛斯朗读聖經雅歌中的经文。温莎教长大卫·康纳和坎特伯雷大主教贾斯汀·韦尔比主持了婚礼。备受尊敬的美国圣公会（普世聖公宗美国教会）的首席主教孔茂功布道。14分钟的演讲比预计的8分钟要长 ，其中，孔茂功引用马丁·路德·金的名言，强调强调爱的救赎财产。女皇名誉牧师、牧師大人、名誉受俸牧师罗斯·哈德森 - 威尔金和亞歷山大科普特正教會伦敦大主教安巴·盎格鲁斯进行了祈祷。
仪式上的結婚誓詞采用《公祷书》版本，包括“爱和珍惜”彼此的誓言。宣读誓言后，双方互换戒指。婚戒由Cleave and Company打造，马克尔的戒指由威尔士金锻造，王子的戒指则是铂金。签完结婚证书后，新人和嘉宾们高唱国歌《天佑女王》。之后，新人向女皇屈膝鞠躬后走下过道，新娘方的其他人士及家人们紧随其后。走出教堂后，新人在教堂门外的台阶上亲吻。

### 奏乐
婚礼上的赞美诗包括《希望之主》和《敬贺万王之王》。《敬贺万王之王》是哈里王子亡母戴安娜王妃生前的最爱，曾出现在她1997年的葬礼上，而这次会众演唱这首歌时，哈里王子在抹泪。这首歌也是2011年威廉王子婚礼的歌曲。
共有两支唱诗班、一支管弦乐团、教堂风琴和吹奏号手在礼拜仪式中配乐。管弦乐团由来自BBC威尔士国家管弦乐团、英国室内乐团和爱乐管弦乐团的音乐家组成。除了温莎城堡圣乔治礼拜堂唱诗班，由凯伦·吉布森领队的福音演唱组王国唱诗班（Kingdom Choir）演唱了《伴我同行》，当时新人就坐在台下，这一幕被认为是“难以置信的震撼瞬间”。皇家近衛騎兵国家号手负责吹号，其中凯特·桑福德（Kate Sandford）成为首位在英国皇室婚礼上表演的女性国家吹号手。音乐总监由礼拜堂管风琴手、音乐总监詹姆斯·维维安担任，克里斯托弗·沃伦-格林指挥管弦乐团。
新娘走在过道上的音乐是格奥尔格·弗里德里希·韩德尔的《安妮女王的生日颂歌》，由女高音艾琳·马纳汉·托马斯，大卫·布莱克戴德（David Blackadder）小号助奏.。其他歌曲包括托马斯·塔利斯（Thomas Tallis）演唱的经文歌《你们若爱我》、杰瑞·莱博和迈克·斯通勒与本·E·金的《伴我同行》，马克·德利赛尔（Mark Delisser）指挥唱诗班，以及约翰·卢特的《愿主赐福保护你》。签署结婚证时，19岁的大提琴手谢库·坎纳-梅森与管弦乐团表演出自玛丽亚·特蕾西亚·冯·帕拉迪丝和福莱的《梦醒后》选段《西西里舞曲》（Sicilienne），还有舒伯特的《福哉玛利亚》。马车游行期间，音乐家们B平大调表演了威廉·博伊斯的第一交响曲快板，以及伊特·珍、杰斯特·海尔斯顿和哈里·迪克森·路斯的《我的这把小小火炬》。

### 家庭庆祝
仪式过后是马车巡游。招待会有两场，第一场招待会马车巡游结束后在圣乔治礼拜堂举行，由女皇主持，出席仪式的人士出席。歌手埃尔顿·约翰到场表演，威尔士亲王发表演讲。第二场于当天晚些时候在浮若閣摩爾宮举行，威尔士亲王主持，皇室及亲友们出席。哈里驾驶左舵的银蓝色捷豹E型 Concept Zero载着妻子到浮若阁摩尔宫出席招待会。萨塞克斯公爵夫人身穿史黛拉·麥卡尼设计的露肩连衣裙，手戴此前属于戴安娜王妃的绿宝石型切割碧绿色钻戒。乔治·诺夫伍德（George Northwood）担任公爵夫人私人派对的发型师。新娘打破传统，在活动中发言。剑桥公爵代表伴郎发言。DJ伊德瑞斯·艾尔巴和大西洋灵魂乐团在活动中奏乐。活动结束时，浮若阁摩尔宫上空燃起了烟花。
结婚蛋糕由伦敦的蛋糕设计师克莱尔·普塔克负责，采用分层柠檬接骨木花设计，配以白色牡丹花和奶油。
阿列克谢·卢博米尔斯基拍摄婚礼的照片，他的作品于典礼结束后公布。

### 宾客
2018年4月，据宣布婚礼不设国内外政要“官方名单”，英国首相特蕾莎·梅和反对党领袖杰里米·科尔宾等政要不会出席典礼，美国总统唐纳德·特朗普和前总统贝拉克·奥巴马也未获邀请。然而威廉王子结婚时的情况恰恰相反，由于他会是未来的君主，受邀的政治人物非常多。之所以不邀请政要出席婚礼，是因为场地限制，外加哈里王子是王位的第六顺位继承人。唯一获邀的政要是前首相约翰·梅杰，威廉王子和哈里王子的母亲戴安娜王妃去世后，他是兄弟俩的法律特别监护人。
出席在温莎城堡圣乔治礼拜堂的婚礼及招待会的嘉宾大约有600人，其中大多数和夫妇俩有“直接关系”。另外，夫妇俩的200位亲友获邀出席浮若阁摩尔宫（Frogmore House）举行的晚间招待会。约1200名公众会在温莎城堡内的礼拜堂门外迎接夫妇。礼拜堂外的受邀嘉宾是“慈善组织人士、温莎城堡社群成员、皇室及皇家地产人员和当地学校的儿童”。
安德鲁王子的前妻約克公爵夫人莎拉收到了婚礼的请柬，不过2011年威廉王子和凯特王妃、2008年彼得·菲利浦斯和奧特姆·菲利浦斯、2011年扎拉·菲利普斯和麥克·汀達爾结婚时她没有出席。而这次她没获得晚间招待会的邀请，因此很不开心。
非皇室嘉宾当中有和马克尔合作出演《金装律师》的帕特里克·J·亚当斯（携家眷托瑞安·艾沃瑞·贝莉萨里奥）、盖布瑞·马赫特（携家眷杰茜达·芭瑞特）、莎拉·蕾佛蒂、里克·霍夫曼、吉娜·托瑞斯和阿比盖尔·斯宾赛、演员佐治·古尼（携家眷艾瑪·阿拉穆丁）、伊德瑞斯·艾尔巴和湯姆·哈迪、奧花·雲費、佩麗冉卡·曹帕拉和嘉莉·慕萊根（携夫婿马库斯·芒福德）、电视主持人詹姆斯·柯登、网球运动员塞雷娜·威廉姆斯（携夫婿亞歷克西斯·瓦尼安）、大卫·贝克汉姆和 维多利亚·贝克汉姆伉俪、音乐人艾爾頓·約翰（携夫婿戴维·弗尼什）、詹姆仕·布朗特、喬絲·史東和橄榄球运动员尊尼·韋健遜和詹姆斯·哈斯凱爾。梅根亲友、造型师杰西卡·布朗斯坦（携夫婿本·马尔罗尼）与哈里前女友克瑞西达·伯纳斯和切尔西·戴维也到场。米德尔顿家族成员也出席。
唯一一位外国皇室贵宾是哈里王子的好友莱索托王子塞西索，各自的母亲病逝后，两人共同创办慈善组织Sentebale帮助莱索托感染艾滋病的孤儿。
2640位获邀出席婚礼的嘉宾都获赠婚礼纪念礼包。礼包袋子外面印着夫妇俩名字的首字母、婚期和场地。里面装着婚礼指南手册、巧克力金币、一瓶水、一份冰箱磁铁、温莎城堡手信店八折优惠券和一筒手工黄油饼干。

### 慈善捐助
2018年4月，新人呼吁民众不寄送结婚礼物，改为向以下七家和他们没有直接联系的慈善机构捐款：
- 儿童艾滋病协会（英语：Children's HIV Association）：援助英国和爱尔兰1000名艾滋病患儿的小型慈善机构。
- 危机（英语：Crisis (charity)）：全国无家可归者援助机构，每年帮助数千人重建生活。
- 八哥鸟女性基金会（英语：Myna Mahila Foundation）：总部设在孟买的非政府组织，向女性提供稳定工作，打破月经文化禁忌，赋予她们权力。组织还向女性教授数学、英语和自我保护技能。
- 斯科蒂的小战士（英语：Scotty's Little Soldiers）：组织帮助单亲在英国部队服役时牺牲的孩子。
- 街头游戏：组织利用体育运动让年轻人和社区变得更加健康、安全。
- 冲浪灭污水（英语：Surfers Against Sewage）：国家海洋机构，负责保护海洋、沙滩、海浪和海洋野生动物。
- 英国野生基金会（英语：Wilderness Foundation UK）：向城市社区弱势青少年传授户外活动知识，提供农村就业机会的组织。

## 转播

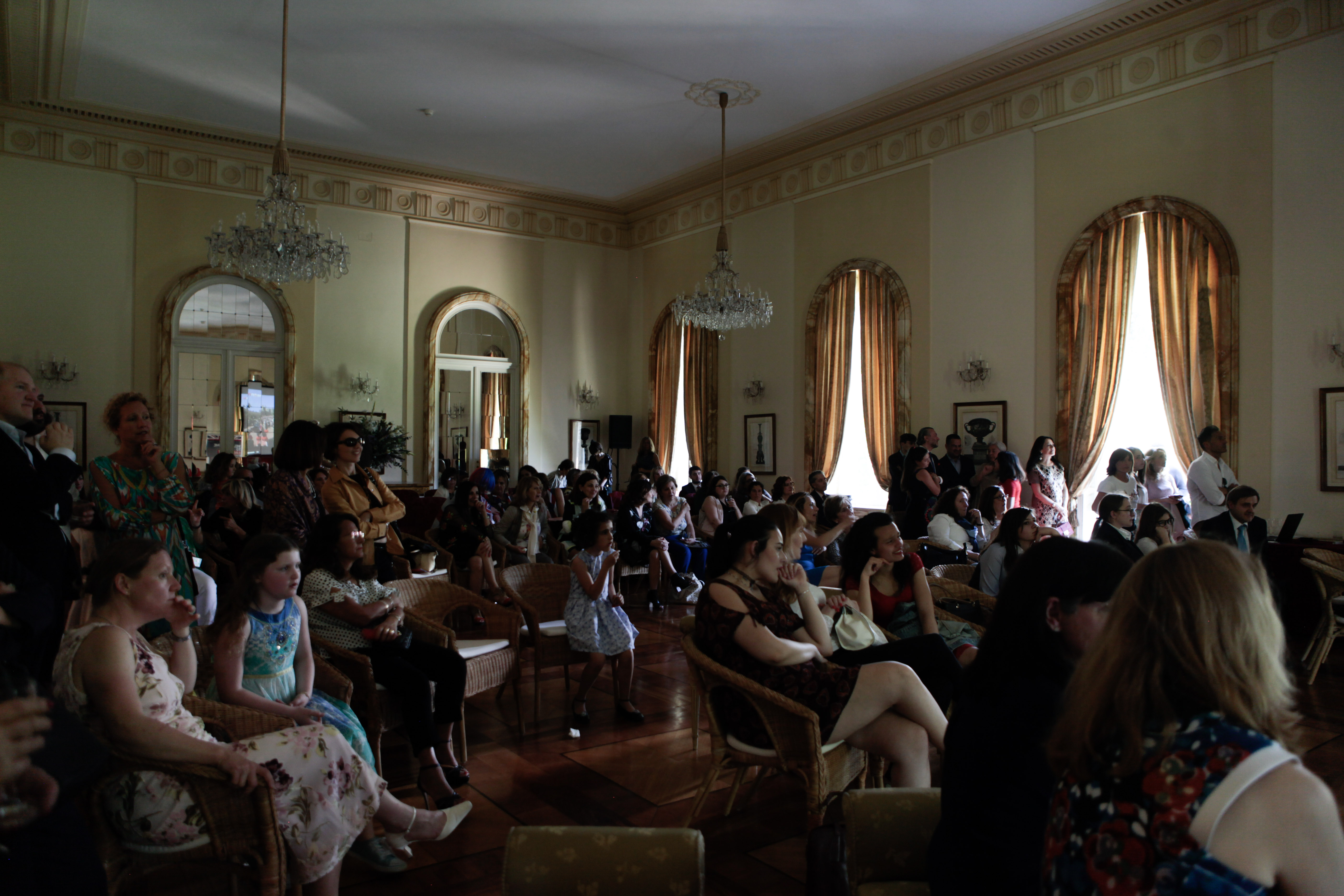
工作人员在罗马的英国驻意大利大使沃尔孔斯基别墅观看婚礼直播。

婚礼直播在英国的最高收视人数为1800万人，在美国比威廉王子和凯特王妃婚礼的2300万人要多，为2900万人。全球观众估计过亿。
英国广播公司第一台、独立电视台、天空电视台、有線電視新聞網國際新聞網絡和E!欧洲台负责英国的转播。英国君主的YouTube官方频道也在网络同步流媒体直播婚礼现场。休·爱德华兹 (主持人)、基尔斯蒂·扬和德莫特·歐萊瑞共同主持了英国广播公司的直播节目。英国广播公司电台的直播则由克里斯·埃文斯和斯嘉丽·莫法特联袂主持。独立电视台转播的主持是菲利普·斯科菲尔德和朱莉·奇厄姆。凯·伯利、安娜·波汀和阿拉斯泰尔·布鲁斯（Alastair Bruce）等主持天空电视台的转播。
加拿大广播公司旗下的电视台、广播第一台和新闻网在加拿大转播了婚礼，阿德里安娜·阿塞纳尔和退休主持人彼得·曼斯布里奇主持。新西兰电视台、澳洲特别广播服务公司和九娱乐公司也在各自的地区直播现场，其中澳洲观众达400万人。
斐济电视台从当地时间5月19日晚上8点30分到20日中午12点30分同步英国广播公司转播现场，之后转回正常节目表。
美国哥伦比亚广播公司、全国广播公司、美国广播公司、E!、公共广播电视公司、英國廣播公司美國台、TLC、福斯电视台和HBO进行转播。哥伦比亚广播公司的转播于美国东部时间凌晨4点开始，节目名《英国皇室大婚》（"The Royal Wedding"），盖尔·金评述。美国广播公司在《早安美国》特别节目中开始直播。全国广播公司于凌晨4点30分播出《今天》特别版，转播婚礼现场。付费点播电视台HBO于东部时间早上7点30分播出节目《科德和蒂什英国皇室大婚》（"The Royal Wedding Live with Cord and Tish!"），主持人科德·霍森贝克（Cord Hosenbeck）和蒂什·卡迪甘（Tish Cattigan）模仿前《周六夜现场》演员威尔·法瑞尔和莫莉·香侬主持节目。英國廣播公司美國台同步第一台转播，并缩短了广告时间。
愛爾蘭廣播電視转播了婚礼。

## 头衔
按照传统，皇室王子結婚前会获得貴族爵位，比如哈里王子的叔叔安德魯王子在結婚前獲冊封為约克公爵、愛德華王子在結婚前獲冊封為威塞克斯伯爵和哥哥威廉王子在結婚前獲冊封為剑桥公爵。然而这次哈里王子是在快要结婚前才获得薩塞克斯公爵、敦巴顿伯爵和基尔基尔男爵头衔，梅根一成婚便获得“萨塞克斯公爵夫人殿下”头衔。

## 反应
普遍认为婚礼是背弃皇室传统习俗，将非裔美国人文化带入皇室的关键一步。对于英国黑人、黑人和混血女人及皇室本身具有重大的象征意义。不过另有报道认为婚礼的影响并没有那么大，“马克尔是混血儿，不是美国非洲黑人，这阻碍黑人将她视为同胞”。
衣品、蛋糕和鲜花等英国皇室为婚礼挑选的布置元素影响了其他英国新娘的婚礼选择。

## 蜜月
新人婚后并没有马上度蜜月，而是进行为期一周的公众活动。蜜月的地点是机密，但部分媒体推测两人会去纳米比亚、卢旺达和博茨瓦纳。

## 外部連結
- 官方网站
- YouTube上的婚禮官方直播
- YouTube上的今日美国的现场视频
- 英国广播公司的报道（页面存档备份，存于）
- 婚礼秩序册（页面存档备份，存于）